# Papežská akademie pro život
Papežská akademie pro život (lat. Pontificia Academia Pro Vita) byla založena 11. února 1994 dekretem Jana Pavla II. Vitae Mysterium. Hlavním cílem akademie je studium a řešení základních problémů etiky, týkající se zacházení se životem. Toto studium má sloužit podpoře a obraně života. Proto byla také v říjnu roku 1994 založena nadace "Vitae Mysterium".
Akademie pro život je autonomní organizací v rámci Vatikánu. Současným předsedou je arcibiskup Vincenzo Paglia (od r. 2016).
Často řešenými otázkami jsou zejména potraty, umělé oplodnění, genetické manipulace, eutanazie a podobně.